# 후지타 모토시
후지타 모토시(일본어: 藤田 元司, 1931년 8월 7일 ~ 2006년 2월 9일)는 일본의 전 프로 야구 선수이자 야구 감독, 야구 해설가·평론가이다.

## 인물

### 선수 시절
에히메현 니하마 시 출신으로 게이오기주쿠 대학 시절 정통적인 오버스로로부터 계속 내보내는 강속구를 무기로 도쿄 지역 6개 대학 야구팀으로 구성된 도쿄 6대학 리그의 ‘스타 선수’로서 메이지 진구 야구장을 흥분시켰다. 6대학 야구 리그에서는 통산 63경기에 등판해 31승 19패, 227탈삼진을 기록했지만 거듭되는 역투로 보답을 받지 못한 채 ‘비운의 에이스’라고도 불렸다.
대학 졸업 후 사회인 야구팀인 닛폰 석유를 거쳐 1957년에는 대학 선배인 미즈하라 시게루 감독의 권유로 요미우리 자이언츠에 입단하면서 데뷔 1년차에 17승 13패, 2.48의 평균자책점을 기록한 공로로 센트럴 리그 신인왕을 수상했다. 이듬해 1958년에는 29승(22선발승으로 최다 선발승), 다음 해인 1959년에는 27승(22선발승)을 기록하면서 팀의 리그 우승을 이끄는 등 2년 연속 시즌 리그 MVP를 석권했다. 1959년 6월 25일 오사카 타이거스전에서는 요미우리의 선발 투수로서 등판해 완투 승리를 거두었다.
그러나 일본 시리즈에서는 뚜렷한 활약을 보여주지 못하여 ‘비운의 에이스’라고 불리게 되었다. 1958년 일본 시리즈에서는 니시테쓰 라이온스의 간판 우완 투수였던 이나오 가즈히사와 함께 6경기에 등판, 1.09의 평균자책점을 기록했지만 타선의 지원없이 1승 2패로 끝났다. 이 경기에서는 3승 1패로 맞이한 5차전에서 점수가 3대 2의 1점을 리드하고 있는 9회말 2사 3루, 아웃 카운트가 1개만 남은 상황에서 요미우리의 일본 시리즈 우승을 남겨놓고 있었지만 이 경기에서 부진을 겪고있던 세키구치 세이지와 상대하여 결국 세키구치는 기사회생의 중전 적시타를 때려냈다. 결국 이 경기에서는 이나오의 끝내기 홈런으로 니시테쓰가 승리하면서 니시테쓰의 극적인 역전 우승으로 연결되었다.
이듬해 1959년 일본 시리즈에서는 난카이 호크스의 에이스 투수인 스기우라 다다시가 4연투 4연승의 그늘에서 3경기 연속(2차전 ~ 4차전) 선발 등판해 22이닝을 던졌지만 역시 분투에도 불구하고 2연패를 당했다. 1958년 4차전부터 1961년 5차전에 걸쳐 5연패라는 일본 시리즈의 불명예스러운 타이 기록도 갖고있으며(그 밖에 무라야마 미노루, 기타벳푸 마나부) 수척해진 몸과 자기편의 극심한 빈타에 참는다는 이유로 ‘간디’라고도 불렸다.
정규 시즌 기간 동안 등판하는 횟수가 많아지면서 갑작스런 어깨 부상에 의해 1960년 이후 성적이 급격하게 떨어지는 등 뚜렷한 성적을 낼 수 없었다. 1961년과 1963년에는 팀의 일본 시리즈 우승을 이끈 멤버로 활약했지만 1961년 일본 시리즈에서는 3차전과 5차전에 선발로 등판하면서 조기에 강판당했고(3차전은 3회 도중 , 5차전에서는 1회), 1963년 일본 시리즈에서는 2차전에서 선발로 등판해 이후 조노우치 구니오가 중간 계투로 등판하는 등 투수진의 맹활약으로 승리투수가 되었지만 4실점을 기록, 4차전에서는 선발로 등판하여 4회 도중에 강판당하는 등 에이스 투수로서의 만족스러운 결과를 낼 수는 없었다.
1963년에 코치를 겸임했고, 1964년 시즌 끝으로 현역에서 은퇴했고 프로팀의 입단 시기가 늦었던 일도 있어 현역 생활은 8년에 불과했다.

### 해설가·코치 시절
은퇴 후 가와카미 데쓰하루 감독의 지휘 하에 투수 코치로 부임하면서 호리우치 쓰네오와 다카하시 가즈미를 육성해 요미우리의 V9 시대를 이끌었지만 1973년 시즌 도중 투수진의 성적 부진에 대한 책임을 물어 2군 코치로 격하되기도 했다. 또한 요미우리 코치 시절에 부업의 인사 분쟁 해결에 폭력단원을 고용하고 있었던 것과 1969년 총선거와 관련해서 폭력단과 연계된 사실이 드러나 궁지에 몰리는 등 구단으로부터 1개월 간의 근신 처분을 받았다.
요미우리에서 퇴단한 이후인 1975년에는 다이요 웨일스의 감독으로 취임한 아키야마 노보루의 요청에 의해 다이요의 투수 코치로 발탁되었지만 팀은 성적 부진으로 침체를 겪는 등 2년 만에 코치직에서 사임했으며 1968년부터 1972년까지 다이요 감독을 역임했던 벳토 가오루가 다이요 감독으로 재부임하면서 아키야마 노보루는 1977년 2군감독으로 자리를 옮겼고 이 해를 끝으로 다이요를 떠났는데 프로에서의 마지막 해인 1967년을 제외하면 거의 2군 생활을 하지 않아 후보 선수들의 마음을 헤아리지 못한 데다 스타 선수를 이끌만한 지도력과 관록이 부족했던 것이 컸다. 이후 NHK의 야구 해설위원으로 발탁하는 한편 가와카미 데쓰하루를 중심으로 운영하고 있던 NHK 소년 야구 교실의 강사를 맡았다.

### 감독 시절
1981년, 감독직에서 해임된 나가시마 시게오의 뒤를 이어 요미우리의 차기 감독으로 부임하면서 ‘나가시마를 창가에 쫓아낸 남자’(長嶋を窓際に追いやった男) 라는 세간의 비판을 받았지만 후지타 감독, 오 사다하루 조감독, 마키노 시게루 수석 코치의 3자에 의한 ‘트로이카 체제’를 시행하여 취임 1년 만에 리그 우승을 이끌었다. 같은 해 일본 시리즈에서는 퍼시픽 리그 우승팀인 닛폰햄 파이터스를 누르고 1973년 이후 8년 만에 일본 시리즈 우승을 석권했다.
1983년에는 2년 만에 리그 우승을 달성했지만 일본 시리즈에서는 세이부 라이온스와의 접전 끝에 3승 4패의 성적을 기록하면서 일본 시리즈 우승 달성에는 실패했다. 당시 조감독을 맡고 있던 오 사다하루에게 감독 자리를 양보하는 형태로 감독직에서 물러나 다시 NHK 야구 해설위원으로 복귀함과 동시에 호치 신문의 객원 해설위원으로 발탁되는 등 평론 활동을 재개했다.
1988년 시즌 종료 후, 오 사다하루가 감독직에서 물러남과 동시에 다시 요미우리의 감독으로 재부임하면서 이듬해인 1989년에는 취임 1년 만에 리그 우승을 달성함과 동시에 일본 시리즈에서 긴테쓰 버펄로스를 누르고 일본 시리즈 우승 달성을 이끌었다. 다음 해인 1990년에는 리그 우승을 이끌면서 팀의 2연패를 달성했지만 일본 시리즈에서는 세이부한테 또 다시 패했고 2년 후인 1992년 시즌 종료 후 감독직에서 사임했다.
요미우리 코치 시절에는 와타나베 히데타케를 재생시켰고 제1차 감독 시절에 에가와 스구루, 니시모토 다카시, 사다오카 쇼지, 제2차 감독 시절에는 마키하라 히로미, 사이토 마사키, 구와타 마스미 등 팀내 투수진을 활성화했다. 야수와 관련해서는 가와이 마사히로, 오가타 고이치 등을 적극적으로 기용했고 고마다 노리히로, 오카자키 가오루 등 간판 야수로 성장시키는 역할을 했다.

### 그 후
감독에서 물러난 이후에는 다시 NHK의 야구 해설위원을 맡았고 1996년에는 일본 야구 명예의 전당의 헌액자로 선정되었다. 1999년부터 2003년까지 요미우리 자이언츠 OB회 회장을 역임, 2005년에는 시코쿠 규슈 아일랜드 리그 팀인 에히메 만다린 파이렛츠 어드바이저 스태프를 맡았다. “우리들 시대의 야구 선수는 지금보다 수준이 높았다”라고 과거를 미화하는 야구계 OB가 많은 가운데도 “지금과는 전혀 수준이 다르다. 옛날에는 적당했다”라고 현재와 과거의 차이를 인식하며 말하기도 했다.
그러나 요미우리 OB회 회장으로 활동하던 도중 2000년경에 컨디션 저하로 건강이 나빠지면서 NHK 해설위원을 맡는 일도 사양해 이후 요양 생활을 하고 있었지만 2006년 2월 9일 오후 6시 40분, 도쿄 도 세타가야 구에 있는 병원에서 심부전으로 사망했다. 향년 74세.
요미우리 자이언츠 구단 측에서는 후지타의 수많은 공적을 칭하면서 역대 세 번째가 되는 구단장으로 치러졌다. 현역 시절의 경쾌한 모습이나 특유의 스마트한 언행으로 ‘야구계의 신사’라는 별명이 붙여졌고 “투수 출신의 감독은 정신 야구의 본질로부터 동떨어지고 있다”라고 지론한 노무라 가쓰야는 그의 저서에서 감독으로서의 후지타에 대한 높은 평가를 주었다. 하라 다쓰노리는 지금도 후지타에 대한 은혜를 잊지 않으면서 시간이 있으면 빈번히 후지타의 묘소에 참배를 하고 있다.

## 상세 정보

### 출신 학교
- 에히메 현립 니하마 중학교(현재의 에히메 현립 니하마히가시 고등학교)
- 에히메 현립 사이조키타 고등학교(현재의 에히메 현립 사이조 고등학교)
- 게이오기주쿠 대학

### 선수 경력
사회인 시대
- 닛폰 석유

프로팀 경력
- 요미우리 자이언츠(1957년 ~ 1964년)

### 지도자·기타 경력
- 요미우리 자이언츠 1군 투수 코치(1963년 ~ 1974년) ※1963년 ~ 1964년은 선수 겸임.
- 다이요 웨일스 투수 코치(1975년 ~ 1976년)
- 요미우리 자이언츠 감독(1981년 ~ 1983년, 1989년 ~ 1992년)
- 요미우리 자이언츠 OB회 회장(1999년 ~ 2003년)

※감독 퇴임 후 NHK 야구 해설 위원·호치 신문 객원 해설 위원 등 야구 평론가로 활동하였음.

### 수상·타이틀 경력

#### 타이틀
- 다승왕 : 1회(1959년)
- 최다 선발승 : 2회(1958년 22선발승, 1959년 22선발승)
- 최고 승률 : 2회(1958년, 1959년)

#### 수상
- 신인왕(1957년)
- MVP : 2회(1958년, 1959년)
- 베스트 나인 : 1회(1959년)
- 일본 시리즈 감투상 : 1회(1958년)
- 쇼리키 마쓰타로상 : 2회(1981년, 1989년)
- 도쿄 돔 MVP 특별상 : 1회(1989년)
- 일본 야구 명예의 전당 헌액자(1996년)

### 개인 기록
- 첫 등판·첫 승리 : 1957년 3월 31일, 대 고쿠테쓰 스왈로스 2차전(고라쿠엔 구장)
- 올스타전 출장 : 4회(1957년 ~ 1959년, 1964년)

### 등번호
- 21(1957년)
- 18(1958년 ~ 1966년)[5]
- 81(1967년 ~ 1973년, 1975년 ~ 1976년)
- 73(1981년 ~ 1983년, 1989년 ~ 1992년)

### 연도별 투수 성적
| 연 도      | 소 속      | 등 판 | 선 발 | 완 투 | 완 봉 | 무 4 구 | 승 리 | 패 전 | 세 이 브 | 홀 드 | 승 률 | 타 자 | 이 닝  | 피 안 타 | 피 홈 런 | 볼 넷 | 고 4 | 몸 맞 | 탈 삼 진 | 폭 투 | 보 크 | 실 점 | 자 책 점 | 평 자 책 | W H I P |
| ---------- | ---------- | ----- | ----- | ----- | ----- | ------- | ----- | ----- | -------- | ----- | ----- | ----- | ------ | -------- | -------- | ----- | ---- | ----- | -------- | ----- | ----- | ----- | -------- | -------- | ------- |
| 1957년     | 요미우리   | 60    | 18    | 4     | 0     | 0       | 17    | 13    | --       | --    | .567  | 964   | 235.2  | 190      | 10       | 80    | 2    | 5     | 156      | 7     | 0     | 86    | 65       | 2.48     | 1.15    |
| 1958년     | 요미우리   | 58    | 36    | 24    | 7     | 1       | 29    | 13    | --       | --    | .690  | 1380  | 359.0  | 251      | 11       | 114   | 5    | 5     | 199      | 11    | 0     | 75    | 61       | 1.53     | 1.02    |
| 1959년     | 요미우리   | 55    | 35    | 24    | 3     | 2       | 27    | 11    | --       | --    | .711  | 1288  | 330.0  | 250      | 14       | 93    | 2    | 4     | 181      | 6     | 0     | 76    | 67       | 1.83     | 1.04    |
| 1960년     | 요미우리   | 36    | 17    | 4     | 2     | 0       | 7     | 12    | --       | --    | .368  | 592   | 141.0  | 128      | 12       | 53    | 2    | 1     | 70       | 4     | 0     | 60    | 48       | 3.06     | 1.28    |
| 1961년     | 요미우리   | 42    | 19    | 3     | 1     | 0       | 8     | 13    | --       | --    | .381  | 589   | 141.0  | 130      | 4        | 61    | 6    | 3     | 64       | 4     | 0     | 54    | 43       | 2.74     | 1.35    |
| 1962년     | 요미우리   | 42    | 25    | 6     | 2     | 1       | 13    | 11    | --       | --    | .542  | 805   | 199.2  | 165      | 9        | 58    | 1    | 4     | 103      | 5     | 0     | 55    | 45       | 2.03     | 1.12    |
| 1963년     | 요미우리   | 30    | 14    | 2     | 0     | 1       | 10    | 4     | --       | --    | .714  | 485   | 119.1  | 99       | 11       | 38    | 0    | 1     | 65       | 3     | 0     | 39    | 33       | 2.48     | 1.15    |
| 1964년     | 요미우리   | 41    | 15    | 3     | 2     | 0       | 8     | 11    | --       | --    | .421  | 710   | 175.1  | 149      | 15       | 61    | 3    | 3     | 86       | 6     | 0     | 63    | 53       | 2.73     | 1.20    |
| 통산 : 8년 | 통산 : 8년 | 364   | 179   | 70    | 17    | 5       | 119   | 88    | --       | --    | .575  | 6813  | 1701.0 | 1362     | 86       | 558   | 21   | 26    | 924      | 46    | 0     | 508   | 415      | 2.20     | 1.13    |

- 굵은 글씨는 시즌 최고 성적.

### 감독으로서의 팀 성적
| 연도       | 소속       | 순위       | 경기 | 승리 | 패전 | 무승부 | 승률 | 승차                         | 팀 홈런                      | 팀 타율                      | 팀 평균자책점                | 연령                         |
| ---------- | ---------- | ---------- | ---- | ---- | ---- | ------ | ---- | ---------------------------- | ---------------------------- | ---------------------------- | ---------------------------- | ---------------------------- |
| 1981년     | 요미우리   | 1위        | 130  | 73   | 48   | 9      | .603 | -                            | 135                          | .268                         | 2.88                         | 50세                         |
| 1982년     | 요미우리   | 2위        | 130  | 66   | 50   | 14     | .566 | 0.5                          | 133                          | .254                         | 2.93                         | 51세                         |
| 1983년     | 요미우리   | 1위        | 130  | 72   | 50   | 8      | .590 | -                            | 156                          | .275                         | 3.77                         | 52세                         |
| 1989년     | 요미우리   | 1위        | 130  | 84   | 44   | 2      | .656 | -                            | 106                          | .263                         | 2.56                         | 58세                         |
| 1990년     | 요미우리   | 1위        | 130  | 88   | 42   | 0      | .677 | -                            | 134                          | .267                         | 2.83                         | 59세                         |
| 1991년     | 요미우리   | 4위        | 130  | 66   | 64   | 0      | .508 | 8                            | 128                          | .253                         | 3.72                         | 60세                         |
| 1992년     | 요미우리   | 2위        | 130  | 67   | 63   | 0      | .515 | 2                            | 139                          | .262                         | 3.69                         | 61세                         |
| 통산 : 7년 | 통산 : 7년 | 통산 : 7년 | 910  | 516  | 361  | 33     | .588 | A클래스 : 6회, B클래스 : 1회 | A클래스 : 6회, B클래스 : 1회 | A클래스 : 6회, B클래스 : 1회 | A클래스 : 6회, B클래스 : 1회 | A클래스 : 6회, B클래스 : 1회 |

1. 순위에서 굵은 글씨는 일본 시리즈 우승.
2. 1981년부터 1996년까지는 130경기제.

## 저서
- 《인내의 관리학 - 부하와 함께 산다》(고분샤, 1984년 1월) ISBN 4-334-01162-4
- 《참고 이기다 - 프로 야구 선수에게 배우는 자기 관리술》(히노데 출판, 1988년 11월) ISBN 4-89198-067-2
- 《6154이닝의 결단 - 사람을 살려 조직을 움직이는 장악의 관리방법》(일본 문예사, 1990년 12월) ISBN 4-537-02219-1
- 《후지타 전감독 교진군을 말한다》(일본 방송 출판 협회, 1993년 3월) ISBN 4-14-080090-9
- 《후지타 모토시의 정(情)의 리더학》(1996년 5월) ISBN 4-341-17096-1

그 외 다수.

### 내용주
1. ↑  
  - 2003년, 야마시타 다이스케가 요코하마 베이스타스의 감독으로 취임했을 당시에 목표로 하는 감독으로서 벳토 가오루와 함께 후지타를 꼽았다. 양쪽 모두 야마시타에게 있어서는 게이오기주쿠 대학의 선배에 해당한다.
  - 2003년, 하라 다쓰노리가 불과 2년 만에 요미우리 감독직에서 해임된 것에 항의하였고 히로오카 다쓰로와 함께 요미우리 신문과 호치 신문의 구독을 중단했다.
  - 2004년 프로 야구 재편 문제가 일어난 와중에 프로 야구의 단일 리그 구상과 구단 삭감 안에 대해서 반대한다는 주장을 편 요미우리의 OB 중에서 가장 유일하다. 또, “자신의 손으로 명선수를 기르면서 배출해 온 요미우리의 훌륭한 전통에 상처가 나버린다”, “젊은 선수의 육성의 방해가 될 뿐이다”라고 말하는 등 FA제도나 역지명 제도의 도입에도 반대하고 있었다.
  - 2005년 10월 5일에 호리우치 쓰네오가 요미우리 감독직 사임과 관련한 기자회견 당시에는 “괴로운 상황 속에서 잘 노력해 주었다”라고 위로해줬고 같은 해 12월 4일에 열린 요미우리 OB회 총회에서 호리우치가 불참했을 때에도 “오늘은 호리우치가 오지는 않았지만 모두 만나면 위로해달라. 이런 곳에 나올 수 있는 분위기를 만들어 주지 않으면 안 된다”라고 말하는 등 호리우치를 옹호했다.
  - 1988년 시즌 종료 후 두 번째의 요미우리 감독으로 취임할 당시 “본래 오 사다하루가 10년 정도 감독을 해야 한다”라고 말했었고 하라가 두 번째 감독으로 발탁되었을 때에 하라와 직접 면담하면서 “지금의 요미우리의 재건은 5년 걸린다”라고 설득하는 등 전임 감독으로서의 장기적 시야로 바라보고 있는 팀 만들기를 구단에 직접 담판을 지었다고 한다.

### 참조주
1. ↑  4경기를 치른 1959년 일본 시리즈에서는 스기우라의 32이닝에 뒤를 이은 기록이다.
2. ↑  “大洋・青田昇代行がじゃじゃ馬イズムでチーム改革？／週べ回顧1972年編”. 슈칸 베이스볼 온라인. 2021년 4월 7일. 2022년 3월 28일에 확인함.
3. ↑  박동순 특파원 (1974년 10월 25일). “장훈, 대양 이적 좌절”. 중앙일보. 2022년 4월 2일에 확인함.
4. ↑  하라는 1980년 프로 야구 드래프트 회의에서 4개 구단에서의 지명을 받고 있었는데 4개 구단이 경합한 끝에 교섭권을 차지한 것은 1980년 시즌 종료 후 요미우리의 차기 감독(제1차)으로 부임한 후지타 모토시였다.
5. ↑  1964년까지는 현역 선수였으며, 현역 시대에 달고 있던 등번호 18번은 이후에 호리우치 쓰네오와 구와타 마스미가 물려 받으면서 에이스 투수에게 물려주는 전통의 등번호였다.